# Shakes versus Shav
Shakes versus Shav este o piesă scrisă pentru teatru de păpuși de George Bernard Shaw în 1949. A fost penultima dintre piesele scrise de dramaturgul britanic și are o durată de doar 20 de minute.

## Istoric
Piesa a fost scrisă la cererea unui păpușar cunoscut al timpului, Waldo Lanchester, care, printre alte păpuși pe care le crease, avea și creații înfățișându-i pe Shaw și pe Shakespeare. Subiectul piesei este centrat în jurul unei discuții în contradictoriu, dar comice, care are loc între cei doi dramaturgi, un fel de echivalență intelectuală a cunoscutei forme a teatrului popular englez Punch şi Judy, inspirat la rândul său din genul teatral unic commedia dell'arte. 

## Acțiunea
Shakespeare îl provoacă pe Shaw încă de la începutul piesei, citând diferite replici din piesele sale. Contracarând, Shaw pretinde că subiectul din Macbeth ar fi fost mai bine realizat artistic de către Walter Scott în romanul său Rob Roy, și încearcă să-și demostreze punctul de vedere prin înscenarea unei lupte între umbrele a doi scoțieni în urma căreia personajul Rob Roy învinge. Shaw continuă să îl atace pe Shakespeare pretinzând că poetul Adam Lindsay Gordon ar fi scris versuri care umbresc versurile shakespeariene. Shakespeare râde cu poftă la auzul acestei afirmații și replică că Shaw nu ar fi putut niciodată să scrie piese precum Hamlet ori Regele Lear. Shaw replică că Shakespeare, la rândul său, nu ar fi putut să scrie o piesă precum Casa inimilor sfărâmate, și apoi creează o pastișă a propriei sale piese cu personaje imitând pictura lui  John E. Millais intitulată Pasajul de nord-vest. Shakespeare își apară partea emoțională a operei sale în timp ce Shaw își apară partea pragmatică a operei sale. Shaw încheie argumentările citând propriile cuvinte ale lui Shakespeare și apoi aprinzând o lumină ce simbolizează reputația sa. Shakespeare stinge luminile și piesa se termină.